# Trolejbusy w Jeleniej Górze
Trolejbusy w Jeleniej Górze – niezrealizowany pomysł wprowadzenia komunikacji trolejbusowej w Jeleniej Górze.
W 1943 roku, gdy Jelenia Góra znajdowała się na terenie Niemiec, została podjęta decyzja o uruchomieniu komunikacji trolejbusowej. Według planów trolejbusy miały być przyszłością komunikacji miejskiej i z czasem miały zająć miejsce komunikacji tramwajowej.
W 1944 roku wybudowano sieć trakcyjną od dworca kolejowego do Cieplic, jednak do miasta nigdy nie dotarł żaden trolejbus.
Po wkroczeniu 9 maja 1945 Armii Czerwonej do Jeleniej Góry trakcję trolejbusową rozebrano, a do koncepcji komunikacji trolejbusowej już więcej w historii miasta nie powrócono.